# Esporte Clube São Bento
El Esporte Clube São Bento es un club de fútbol de la ciudad de Sorocaba, en el estado de São Paulo, Brasil. Es un tradicional equipo que durante los años 1960, 70 y 80 lidió contra los grandes equipos de la capital, permaneciendo durante 29 años ininterrumpidos en la elite del fútbol paulista. El club fundado el 14 de septiembre de 1913 es el más antiguo todavía activo en Sorocaba, disputa actualmente el Campeonato Paulista Serie A2. Posee como colores oficiales el azul, en tonos celeste y marino, y el blanco.

## Historia
El club es fundado el 14 de septiembre de 1913 poco después de una epidemia de fiebre amarilla en la ciudad de Sorocaba, el club fue fundado como Sorocaba Athletic Club por funcionarios de Ferreira y co. una fábrica de arreos de caballos. El 14 de octubre de 1914, el club es renombrado Esporte Clube São Bento, en honor a San Benito, debido a que disputó sus primeros partidos en el monasterio de San Benito de la ciudad.
En 1953, São Bento profesionalizó su rama de fútbol. El 10 de junio de 1953, el club jugó su primer partido como profesional (Campeonato Paulista de segundo nivel), contra Ferroviária de Botucatu con victoria por 4-2.
En 1979, el club compitió por primera vez en el Campeonato Brasileño de serie A, el club fue eliminado en la tercera etapa, terminado en el lugar número 15 de la tabla final.

### 2016 - actualidad
En 2016 São Bento disputa el Campeonato Brasileño de Serie D donde llegó a semifinales, donde fue eliminado por el CSA de Alagoas, logrando igualmente el ascenso a la Serie C.
Al año siguiente accede a semifinales del Campeonato Brasileño de Serie C 2017, siendo nuevamente derrotado por el CSA, en su calidad de semifinalista logra el ascenso a la Serie B 2018.
En su primera temporada en la Serie B tras 35 años, consigue terminar en el puesto 13. Al año siguiente, 2019, comienza la temporada perdiendo la categoría en el Campeonato Paulista tras terminar último en la clasificación general. Posteriormente, pierde la categoría en la Serie B, tras terminar en el puesto 18, teniendo así dos descensos (estatal y nacional) en un mismo año.
En la temporada 2020, logró ser subcampeón del Campeonato Paulista Serie A2, regresando a la primera división estatal para el año siguiente. Por el otro lado, a fines de año perdió la categoría en la Serie C, tras terminar penúltimo en su grupo, teniendo dos descensos consecutivos a nivel nacional.
En 2021, volvió a perder la categoría en su regreso al Campeonato Paulista, tras perder en la última fecha 2-0 ante Santos, cabe resaltar que si São Bento conseguía ganar en su visita a Santos, pudo haber salvado la categoría, mandando al descenso al cuadro santista. En la Serie D, terminó penúltimo en su grupo, sin poder conseguir regresar a la Serie C.
Al año siguiente, consigue el ascenso en el Campeonato Paulista Serie A2, regresando por segunda vez en los últimos tres años al Campeonato Paulista, sin embargo volvió a perder la categoría en su regreso en 2023.

## Entrenadores
- Claudinho Anacleto (2011–julio de 2012)[10][11]
- Vitor Mosca (interino- julio de 2012–agosto de 2012)[11][12][13]
- Edson Vieira (agosto de 2012–octubre de 2013)[14][15]
- Paulo Roberto Santos (noviembre de 2013–junio de 2018)[16][17]
- Marquinhos Santos (julio de 2018–febrero de 2019)[18][19]
- Silas (febrero de 2019–marzo de 2019)[20][21]
- Doriva (marzo de 2019–agosto de 2019)[22][23]
- Luizinho Rangel y Marcelo Cordeiro (interino- agosto de 2019–septiembre de 2019)[23]
- Milton Mendes (septiembre de 2019–noviembre de 2019)[24][25]
- Luizinho Rangel y Marcelo Cordeiro (interino- noviembre de 2019–diciembre de 2019)[25]
- Léo Condé (diciembre de 2019–febrero de 2020)[26][27]
- Marcelo Cordeiro (interino- febrero de 2020–?)[27]
- Paulo Roberto Santos (?–abril de 2022)[28]
- Kike Andrade (mayo de 2022–agosto de 2022)[29][30]
- Luizinho Rangel (interino- agosto de 2022)[30]
- Paulo Roberto Santos (octubre de 2022–marzo de 2023)[31][32]
- Fábio Toth (abril de 2023–2013)[33]
- Roberto Fonseca (noviembre de 2023–presente)[2]

## Estadio

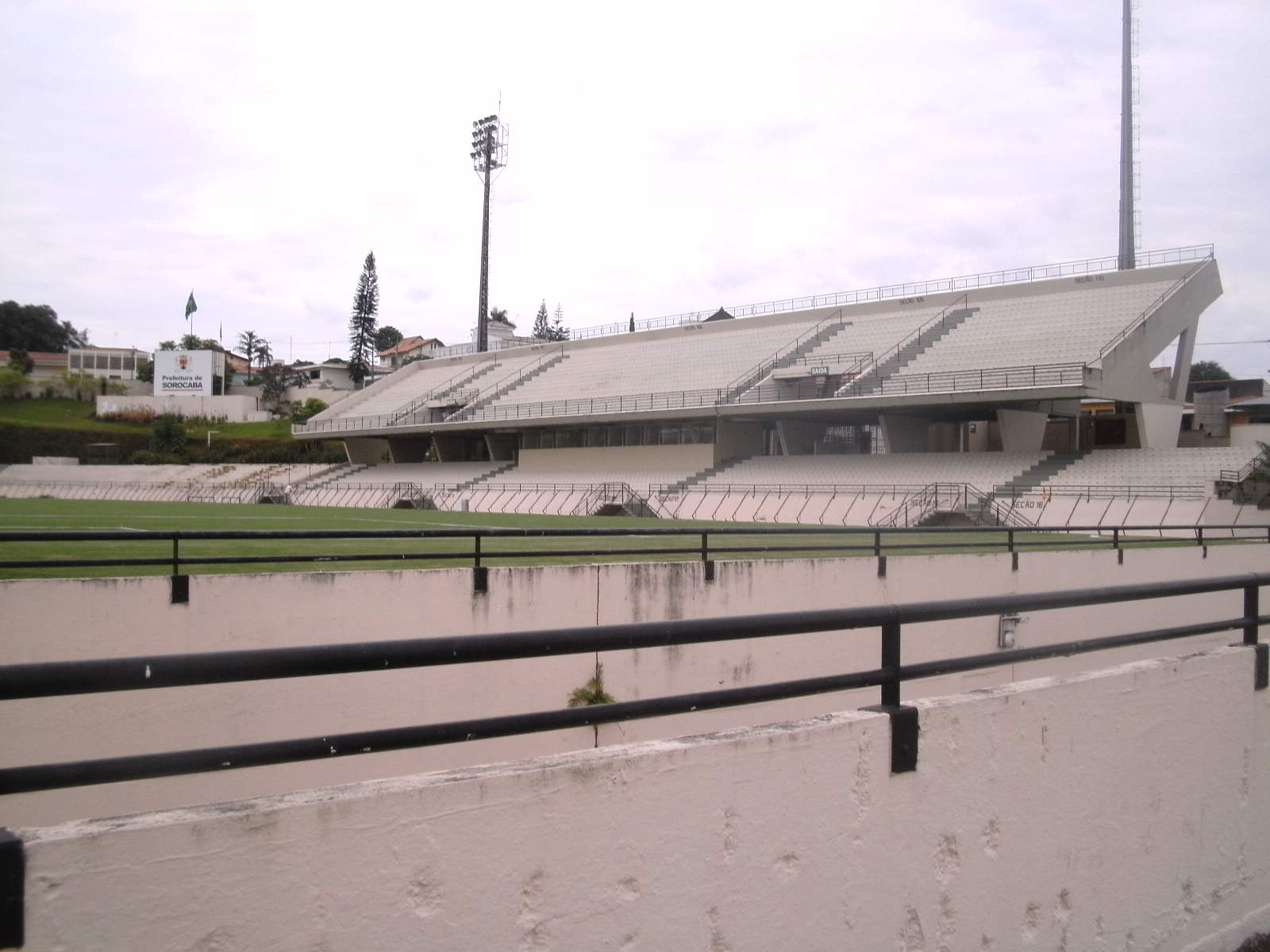
Tribuna principal del estadio Walter Ribeiro.

El equipo disputa sus partidos en el Estadio Municipal Walter Ribeiro construido en 1978 y remodelado totalmente en 2013, el recinto posee una capacidad para 14.000 personas.

## Palmarés
- Copa FPF (1): 1985, 2002
- Campeonato Paulista Série A2 (1): 1962
- Campeonato Paulista Série A3 (2): 2001, 2013
- Campeonato Paulista del Interior (1): 2016